# Amerikanischer Realismus

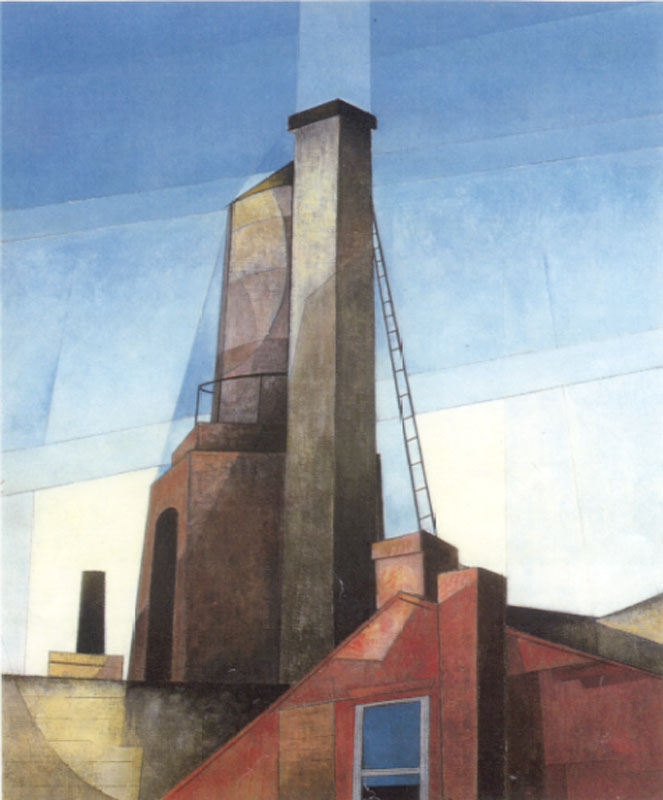
Charles Demuth: Aucassiu and Nicolette (1921)

Amerikanischer Realismus, auch American Scene genannt, bezeichnet eine in den ersten beiden Jahrzehnten des 20. Jahrhunderts in den Vereinigten Staaten von Amerika (USA) entstandene Stilrichtung der Malerei des Realismus. Merkmale sind die möglichst wirklichkeitsnahe Wiedergabe und die oft sozialkritische Darstellung des „typisch amerikanischen“ Lebensstils und Empfindens. Der Amerikanische Realismus gilt als erster eigener nationaler Kunststil der USA; aus ihm entwickelte sich in den 1940er Jahren der Abstrakte Expressionismus, der auch als New American Scene bezeichnet wird. Stilistisch weist der Amerikanische Realismus eine Nähe zur Neuen Sachlichkeit und zur Genremalerei auf.

## Entstehungsgeschichte

### Beginn

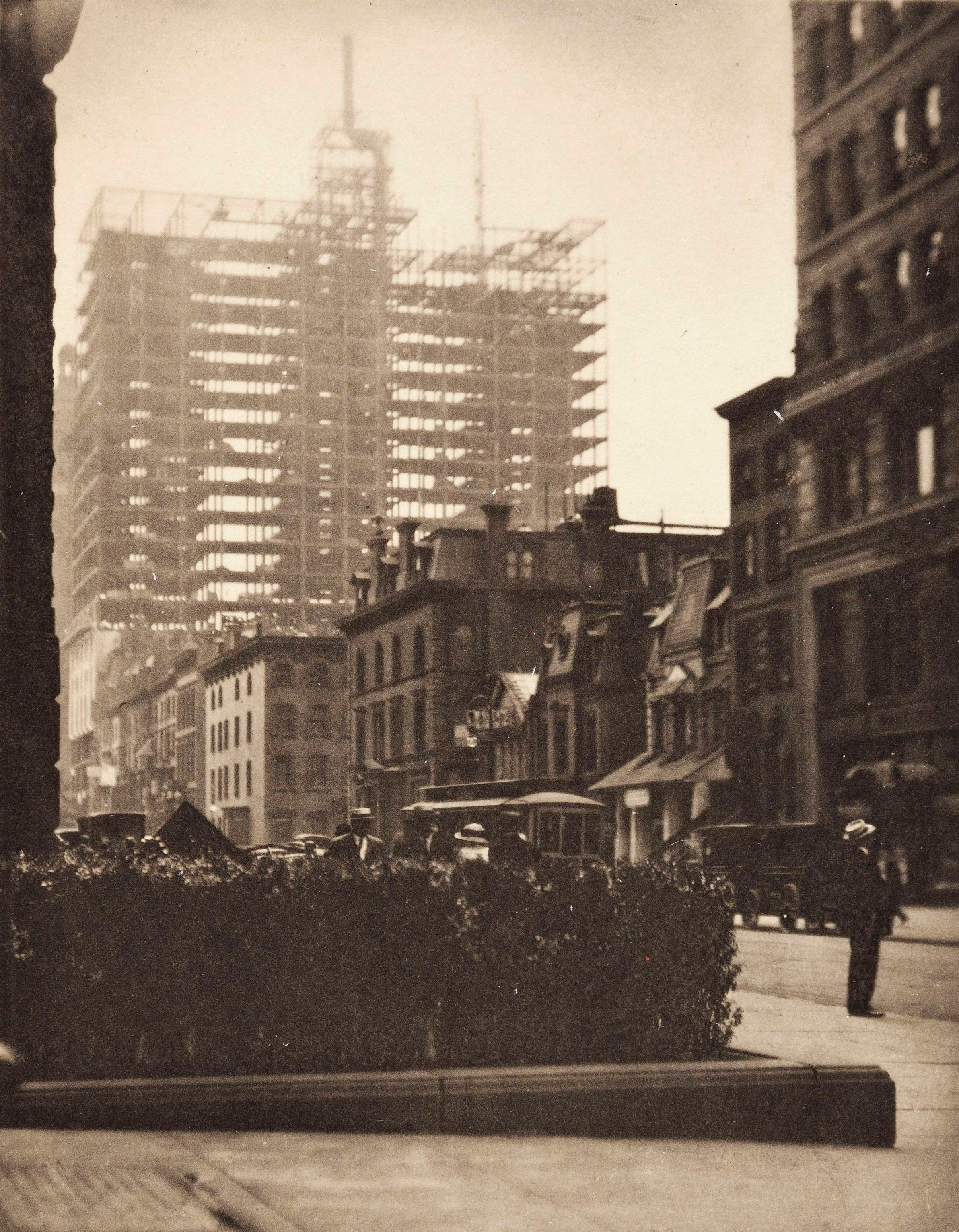
Alfred Stieglitz: Old and New New York, 1910, veröffentlicht in Camera Work, No 36, 1911

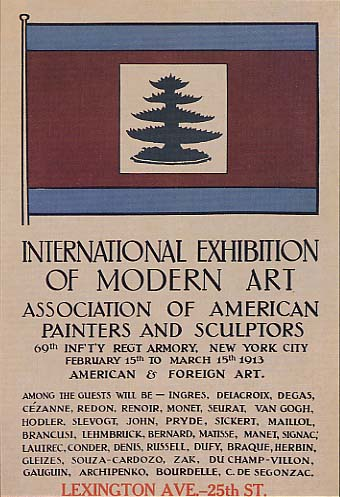
Poster der Armory Show, New York 1913

Der Beginn einer Amerikanisierung in der modernen Kunst des 20. Jahrhunderts wird allgemein mit dem Ausbruch des Ersten Weltkriegs in Verbindung gebracht. Ein wichtiger Wegbereiter war der New Yorker Galerist Alfred Stieglitz, der in seiner Galerie 291 erste Ausstellungen mit europäischen Künstlern wie Marcel Duchamp und Francis Picabia veranstaltete, sich aber bald vom europäischen Modernismus abwenden sollte. In seinem eigenen fotografischen Werk widmete sich Stieglitz bevorzugt der modernen Stadtlandschaft New Yorks (Old and New New York, 1910) und dokumentierte dabei sinnbildlich den Wandel von der Alten zur Neuen Welt.
Von Kunsthistorikern allgemein als wirklich impulsgebend erachtet wird indes die umfangreiche Armory Show, die 1913 ebenfalls in New York veranstaltet, die europäische „Hegemonialstellung“ in der Bildenden Kunst so drastisch verdeutlichte, dass sie von amerikanischen Kritikern als schockierender Affront gegen die heimische Kultur empfunden wurde. Viele Künstler, die sich bislang als „minderwertig“ oder „gesichtslos“ gegenüber der traditionsreichen, dominierenden Kunstwelt Europas und ihrer Protagonisten gefühlt hatten, reagierten zunächst brüskiert und konterten nach einer kurzen Selbstfindungsphase spätestens Anfang der 1920er Jahre mit einem ungewohnt patriotisch-konservativen Regionalismus in Aussage und Bildsprache.

### Amerikanischer Präzisionismus

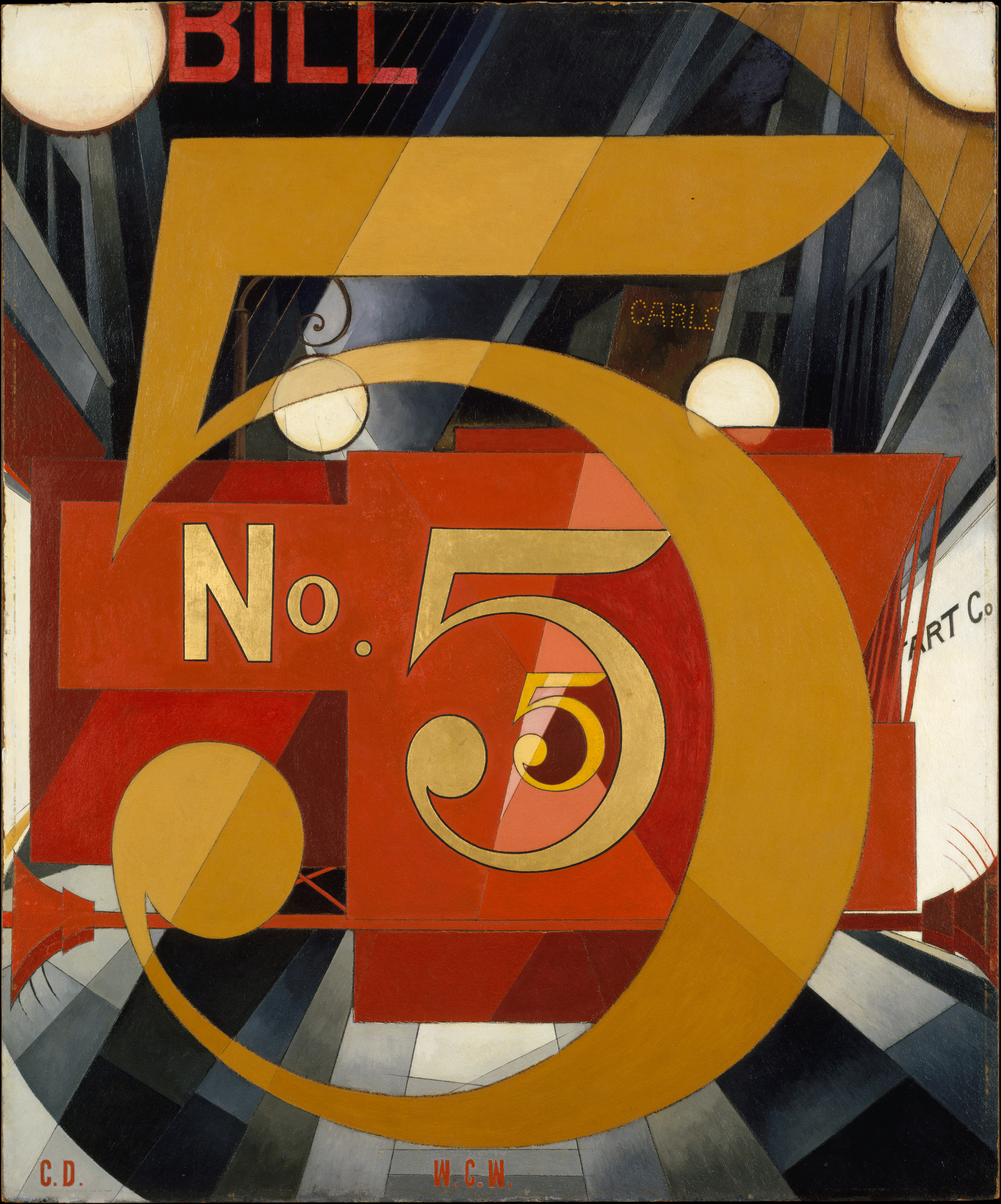
Charles Demuth: The Figure 5 in Gold (1928)

Die Suche nach Identität und einhergehender Authentizität fand zunächst über die Thematisierung der expandierenden Urbanisierung und Industrialisierung der Neuen Welt statt: Stilistische Anleihen beim Kubismus und Futurismus brachten zunächst den amerikanischen Präzisionismus hervor: darin fanden sich vor allem geometrische und technoide Stilelemente. Hauptvertreter des Präzisionismus waren vor allem Ralston Crawford, Charles Demuth, Georgia O’Keeffe und Charles Sheeler. Sheeler experimentierte mit der fotorealistischen Darstellung von riesigen Industrieanlagen; da er bevorzugt Fotografien als Vorlagen für seine Arbeiten nutzte, kann er als erster Fotorealist überhaupt bezeichnet werden. Georgia O’Keeffe weitete diese fotografische Betrachtungsweise auf eine nahezu mikroskopische Sicht der Dinge aus, indem sie organische Formen und Strukturen zwar realistisch abbildete, aber durch deren formatfüllende Vergrößerung zugleich wieder eine Abstrahierung bewirkte. Ihre erste Einzelausstellung in der Galerie 291 im April 1917 zeigte halbabstrakte Kohlezeichnungen, die sich nicht an europäischen Zeitgenossen orientierten. Ralston Crawford, der klare, flächige und geometrische Straßen- und Industrielandschaften abbildete, kann bereits als früher Wegbereiter der Farbfeldmalerei und der Pop Art bezeichnet werden.

### Sozialkritischer und psychologisierender Realismus

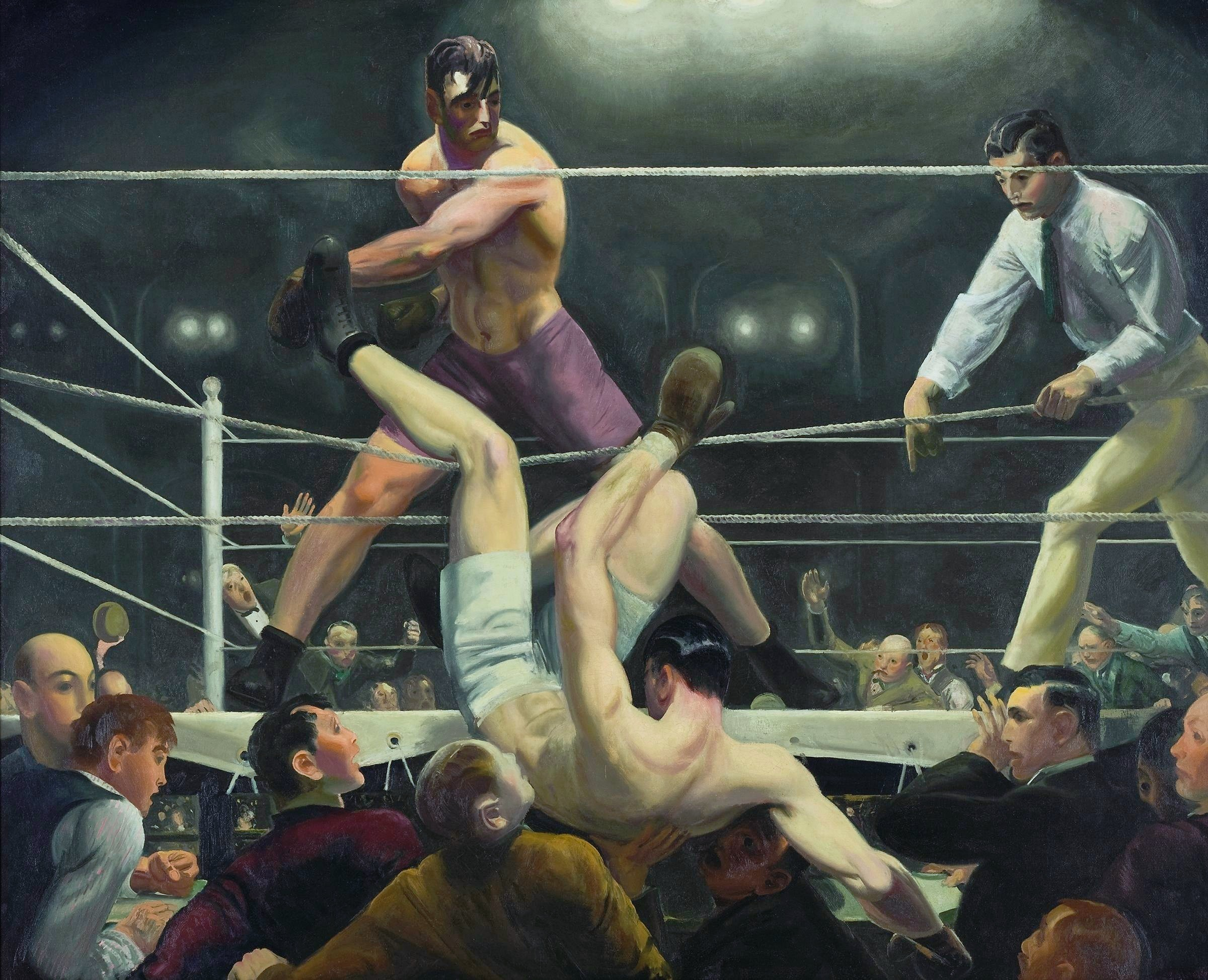
George Bellows: Dempsey and Firpo, 1924

Zu den frühen Vertretern der sozialkritischen Malerei zählten die Mitglieder der 1908 in New York gegründete Künstlergruppe Ashcan School (anfangs auch The Eight genannt), die sich mit Szenen aus dem Großstadtmilieu vornehmlich gesellschaftskritischer Themen annahm. Ihre Werke, die stilistisch oft an frühen Pressefotografien orientiert waren, stellten beispielsweise arme Menschen in den Slums, Betrunkene, Kriminelle, Unfälle und Verbrechen dar. Zu den Mitgliedern zählten unter anderem George Wesley Bellows, Robert Henri, George Benjamin Luks, Maurice Prendergast oder John French Sloan. Einige der Künstler schlossen sich später linkspolitischen Bewegungen oder Gewerkschaften an.
Der prosperierenden Wirtschaft der Roaring Twenties folgte im Schatten des „Schwarzen Donnerstags“ 1929 die Weltwirtschaftskrise, die in den USA als Great Depression der 1930er Jahre zu drastischen Einschnitten in das soziale und kulturelle Leben führte. Die Kunstwelt reagierte mit einer gesellschaftskritischen Auseinandersetzung auf einen „American Way of Life“ der plötzlich von Arbeitslosigkeit und erneuter Migration bestimmt war. Vor allem das Werk Edward Hoppers spiegelt diese neue Befindlichkeit, die nun von Leere, Sinn- und Ziellosigkeit geprägt war, wider.
Hopper vermochte seinen psychologisierenden Realismus durch ein virtuoses Spiel mit Licht und Schatten sowie der schonungslosen Darstellung von Einsamkeit und Anonymität des „modernen Menschen“ in rätselhaft befremdliche, fast surreal anmutende Bilderwelten zu steigern. Hopper stellte sich damit konsequent gegen die noch von technokratischer Euphorie bestimmten Sujets seiner Zeitgenossen: Seine entlarvenden Themen sind die trostlosen Szenarios einer dörflichen und kleinbürgerlichen Scheinidylle mit zerfallenen Hütten und verlassenen Häusern, die weder Wärme noch Schutz bieten. Die einsamen Protagonisten seiner großstädtischen Schauplätze, zumeist Büroräume oder schäbige Motels, sind kühl, distanziert und ohne jegliches Mitgefühl dargestellt; sie unterliegen einer nüchternen analytischen Beobachtung, bei denen der Betrachter, ergo der Maler selbst, emotional nicht beteiligt zu sein scheint. Eine der bekanntesten Arbeiten Hoppers ist das Werk Nighthawks (Nachtschwärmer)  von 1942, das zu den populärsten Gemälden des 20. Jahrhunderts zählt.

### Amerikanischer Regionalismus

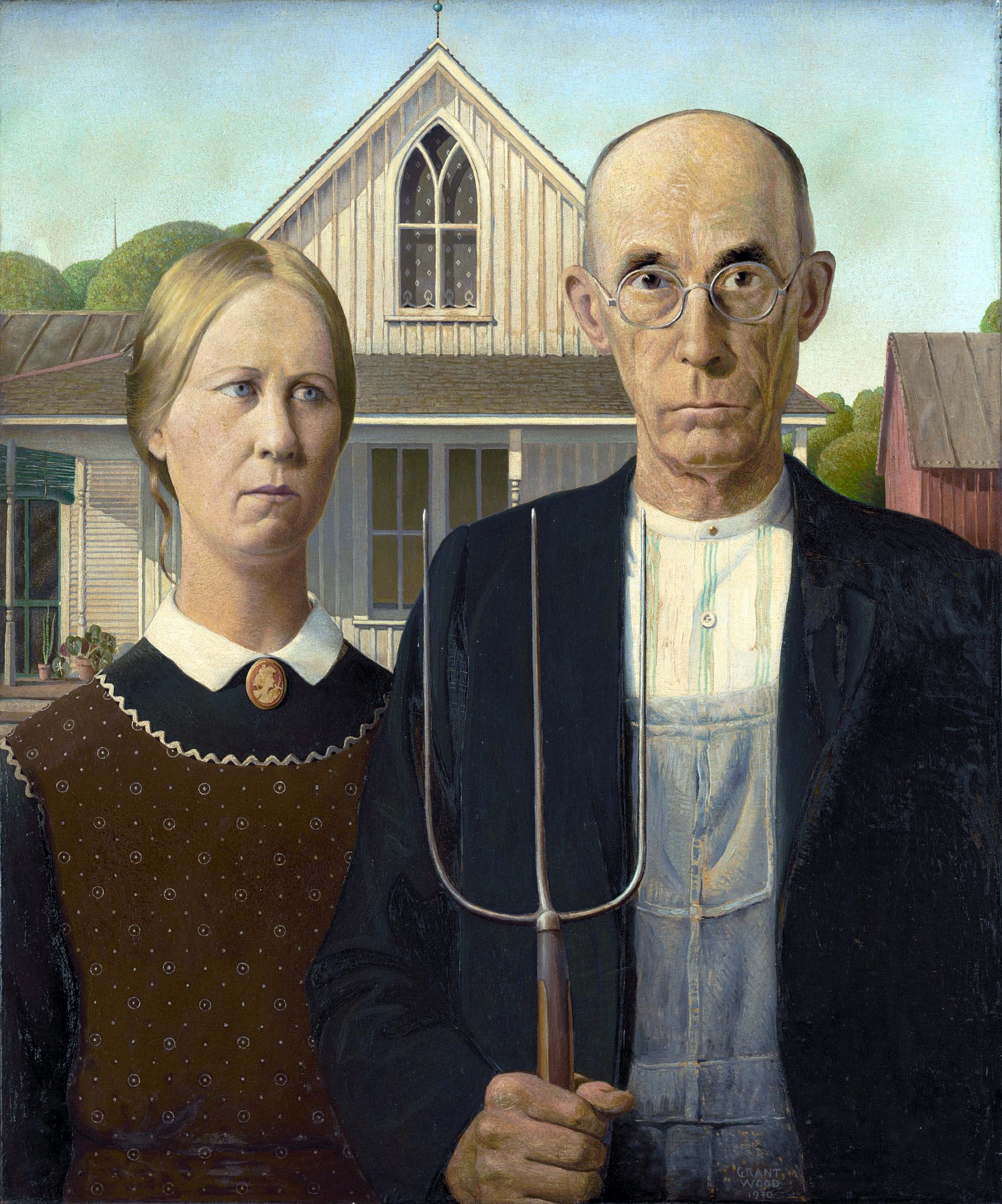
Grant Wood: American Gothic, 1930

Ebenso wie Hoppers Werk zeichnen sich die vom Lokalkolorit des Mittleren Westens geprägten Arbeiten von Grant Wood durch ihre stilistisch präzise und distanziert wirkende Umsetzung aus. In Woods Arbeiten spiegelt sich die puritanische Bigotterie des amerikanischen Landlebens wider. Wood, der sich mehrere Jahre in Europa aufhielt und dort studiert hatte, beklagte wie viele seiner amerikanischen Künstlerkollegen die mangelnde Akzeptanz durch die europäische Künstlerszene. In seinem Werk konzentrierte sich Wood in späteren Jahren fast ausschließlich auf einen eigentümlichen Regionalismus, der in der Manier und Ikonografie Anleihen aus Spätgotik und Altniederländischer Malerei bezog. Von der europäischen Avantgarde ließ sich der Künstler kaum beeinflussen, allenfalls kann ihm eine stilistische Nähe zur Neuen Sachlichkeit Franz Radziwills und Christian Schads nachgewiesen werden. Grant Woods bekanntestes Werk ist das 1930 gemalte und American Gothic betitelte Bildnis eines Farmerpaares, das vor einem Haus steht. Obwohl es von Kritikern, die darin eine satirische Anklage vermuteten, abgelehnt wurde, erfuhr das Bild in den 1930er Jahren eine immense Popularität. Die Art der Personendarstellung und die Bildkomposition wurde in Folgejahren von zahlreichen Künstlern kopiert, und der Titel „American Gothic“ wurde zum Synonym dieser Variante des Amerikanischen Realismus. Im Allgemeinen zeichneten sich die Sujets der Regionalisten durch provinziell-kleinstädtische Bildthemen (Farmen, Agrarlandschaften, Bauern bei der Feldarbeit u. ä.) aus, die auf das Pathos des freien amerikanischen Pioniergeistes hinwiesen, das Mitte der 1930er Jahre bedingt durch die Wirtschaftskrise am Schwinden war.

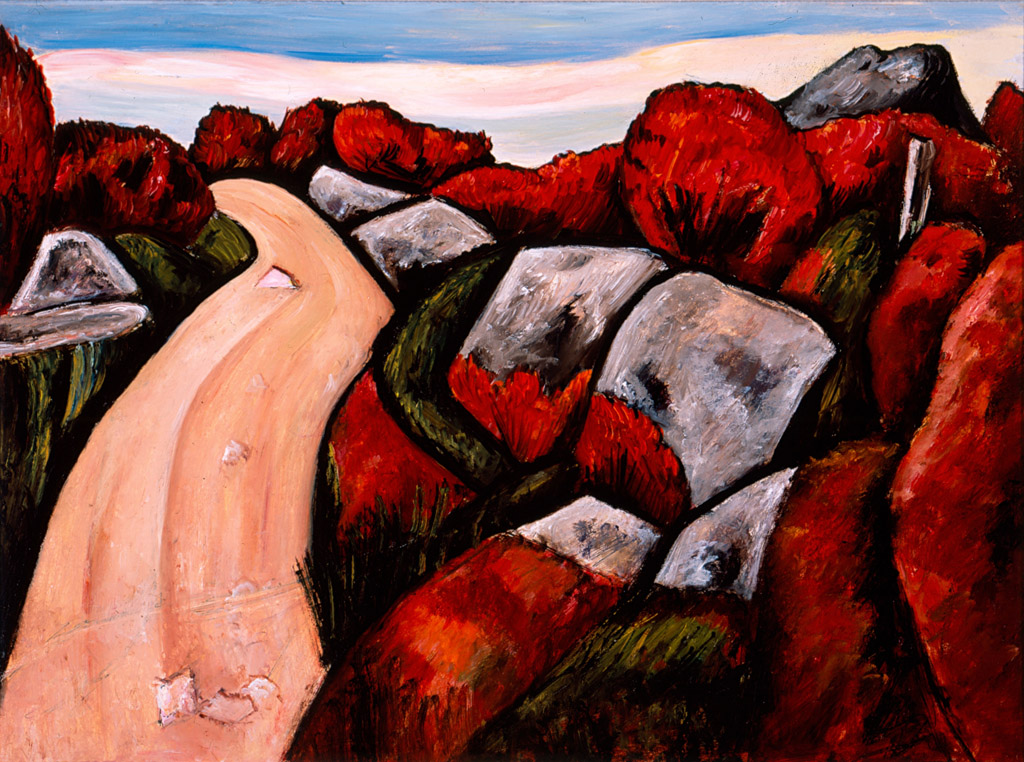
Marsden Hartley: Blueberry Highway, Dogtown, 1931, High Museum of Art, Atlanta

Weitere bekanntere Regionalisten waren Thomas Hart Benton, George Biddle oder Marsden Hartley. Hartley kam ursprünglich von der traditionellen Malerei und orientierte sich an der europäischen Avantgarde, hier vornehmlich an Kandinsky, bis er schließlich eine „ureigene“ figurativ-abstrakte Bildsprache fand, die er in Genrebildern oder Seestücken, die sich mit seiner Heimat Maine befassen, umsetzte. Hartley wurde in den 1930er Jahren zu einem Anführer der Regionalistenbewegung seiner Zeit.
Das neue Nationalbewusstsein der noch jungen amerikanischen Kunstbewegung weckte auch das Interesse der US-Regierung, so dass unter der Regierung von Franklin D. Roosevelt Künstler-Hilfsprogramme initiiert wurden. Zu dieser Zeit entstand die Bundesbehörde Works Progress Administration (WPA), die als Arbeitsbeschaffungsmaßnahme sowohl „Volkskunst“ fördern als auch eine „Standardqualität“ der amerikanischen Kunst festsetzen sollte. Dieser so genannte „Projekt-Realismus“ oder „WPA-Realismus“ war von Bedeutung für die Entwicklungsgeschichte der modernen amerikanischen Kunst des 20. Jahrhunderts.

### Muralisten und Sozialer Realismus
Ebenfalls von der WPA gefördert und wichtige Inspirationsquelle für die amerikanischen Realisten bildeten die mexikanischen Murales, Wandmalereien, die in ihrer Entstehung auf die Mexikanische Revolution zurückgehen. Hauptvertreter dieses lateinamerikanisch geprägten sozialen Realismus waren die auch „Muralisten“ genannten Künstler Diego Rivera, David Alfaro Siquiros oder Ben Shahn. (vgl. auch Sozialistischer Realismus).

### Ende der Epoche
Der Amerikanische Realismus verlor mit Ausbruch des Zweiten Weltkriegs Anfang der 1940er Jahre an Bedeutung und wurde bald durch den als New American Scene bezeichneten Abstrakten Expressionismus abgelöst. Der irreführende Terminus „New American Scene“ für diese stilistisch dem figurativen Realismus entgegengesetzte Art der Malerei sollte auf das weiterhin immanente nationale Moment mit Amerika als Entstehungsort hinweisen.

## Künstler des Amerikanischen Realismus(Auswahl)
- Patrick Angus (1953–1992)
- Thomas Hart Benton, (1889–1975)
- George Biddle, (1885–1973)
- Charles Demuth, (1883–1935)
- Edward Hopper, (1882–1967)
- Peter Hurd (1904–1984)
- Georgia O’Keeffe, (1887–1986)
- Diego Rivera, (1886–1957)
- Ben Shahn, (1898–1969)
- Raphael Soyer, (1899–1987)
- Charles Sheeler, (1883–1965)
- Grant Wood, (1892–1942)